# Gamer.nl
Gamer.nl (vaak afgekort tot Gamer of GNL) is een Nederlandse site van Reshift Digital met nieuws en artikelen over computerspellen. Gamer.nl plaatst nieuwsberichten, previews, recensies, reloads en achtergrondartikelen geschreven door voornamelijk betaalde freelancers. De primaire doelgroep van de website is hogeropgeleiden met interesse voor games en hardware in de leeftijdscategorie 20 tot en met 35.
Nieuwsartikelen worden objectief geschreven, waardoor de mening van de betreffende redacteur buiten de inhoud blijft. Redacteuren die hun mening over een actueel vraagstuk kwijt willen doen dit in achtergrondartikelen en columns. Dit gebeurt tevens bij recensies en reloads. Een reload is een recensie van een spel dat al minstens tien jaar oud is; dit kunnen ook games zijn die bij de release al gerecenseerd zijn en waarop teruggeblikt wordt.

## Geschiedenis
Gamer.nl werd in 1999 opgericht door de toen 18-jarige Jimmy van der Have, als onderdeel van technologiewebsite Tweakers. Het initiatief werd later overgenomen door spelletjeswebsite GamePoint, waarna Van der Have de site onderbracht binnen zijn eigen bedrijf.
In 2006 verkocht Van der Have de gamesite aan uitgever Sanoma voor een niet nader genoemd overnamebedrag. Daar werd het onderdeel van Sanoma Men's Magazines, waarna een zelfstandige gamecluster werd opgericht. In datzelfde jaar werd ook de site Insidegamer gekocht en ondergebracht binnen ditzelfde cluster.
Sinds 19 juni 2014 is Gamer.nl eigendom van Reshift Digital, nadat Reshift en Sanoma Media tot overeenstemming waren gekomen ter overname.
Op 10 april 2025 werd bekend gemaakt dat Gamer.nl ging fuseren met de site van Power Unlimited. Daarmee werd voortaan het webadres van Gamer.nl doorverwezen naar het adres van PU, maar werd Gamer.nl als merk behouden, hoewel met een schuifknop op de site het merk van Power Unlimited tevoorschijn komt. Op 30 april 2025 werd de fusie geëfectueerd.

## Medewerkers
| Lijst van redacteuren     | Lijst van redacteuren   | Lijst van redacteuren |
| Naam                      | Functie                 | Periode               |
| Hoofdredacteuren          | Hoofdredacteuren        | Hoofdredacteuren      |
| ------------------------- | ----------------------- | --------------------- |
| Jimmy van der Have        | Oprichter               | 1999-2005             |
| Erwin Bergervoet          | Hoofdredacteur          | 2005-2008             |
| Michael Wolf Visser       | Hoofdredacteur          | 2006                  |
| Youri Dechesne            | Hoofdredacteur          | 2008-2010             |
| Michel Musters            | Hoofdredacteur          | 2010-2012             |
| Gerard van Nieuwenhuijzen | Hoofdredacteur          | 2012-2014             |
| Michel Musters            | Hoofdredacteur          | 2014-2016             |
| Lucas May                 | Hoofdredacteur          | 2017-2022             |
| Jacco Peek                | Hoofdredacteur          | 2022-heden            |
| Dennis Mons               | Coördinator             | 2017-2020             |
| Martin Verschoor          | Algemeen hoofdredacteur | 2017-heden            |
| Eindredacteuren           |                         |                       |
| Jaap van Nes              | Eindredacteur           | 2000-2010             |
| Erwin Bergervoet          | Eindredacteur           | 2002-2012             |
| Gerard van Nieuwenhuijzen | Eindredacteur           | 2010-2012             |
| Marcel Vroegrijk          | Eindredacteur           | 2010-heden            |
| Ron Vorstermans           | Eindredacteur           | 2010-heden            |
| Marcel Vroegrijk          | Eindredacteur           | 2011-2012             |
| Michel Musters            | Eindredacteur           | 2014-heden            |
| Redacteuren               |                         |                       |
| Joran Polak               | Redacteur               | 2000-2006             |
| Ronn Perdok               | Redacteur               | 2003-2007             |
| Frans Coehoorn            | Redacteur               | 2004-2008             |
| Gerjan Dragt              | Redacteur               | 2004-2007             |
| Yarno Ritzen              | Redacteur               | 2004-2008             |
| Erwin Vogelaar            | Redacteur               | 2006-heden            |
| Joe van Burik             | Redacteur               | 2007-heden            |
| Sander Holsgens           | Redacteur               | 2007-heden            |
| Ron Vorstermans           | Redacteur               | 2007-heden            |
| Pascal Badenbroek         | Redacteur               | 2008-2016             |
| Arthur van Vliet          | Redacteur               | 2009-2020             |
| Thijs Barnhard            | Redacteur               | 2009-heden            |
| Harry Hol                 | Redacteur               | 2010-heden            |
| Marcel Vroegrijk          | Redacteur               | 2010-heden            |
| Daniël Verlaan            | Redacteur               | 2011-2015             |
| Simon Zijlemans           | Redacteur               | 2011-2020             |
| Erik Nusselder            | Redacteur               | 2012-heden            |
| Gillian de Nooijer        | Redacteur               | 2012-2016             |
| Lars Cornelis             | Redacteur               | 2014-heden            |
| Wilbert Meetsma           | Redacteur               | 2014-heden            |
| Bastiaan Vroegop          | Redacteur               | 2015-heden            |
| Alicia Tai                | Redacteur               | 2016-heden            |
| Gijs Scheltens            | Redacteur               | 2015-heden            |
| Floris de Bijl            | Redacteur               | 2017-heden            |
| Jacco Peek                | Redacteur               | 2018-heden            |
| Tom Kerkhof               | Redacteur               | 2018-heden            |
| Cody van den Bogert       | Redacteur               | 2019-heden            |
| Rick Bloemzaad            | Redacteur               | 2019-heden            |
| Wesley Akkerman           | Redacteur               | 2020-heden            |